# Deutscher Fussball Klub Montevideo
El Deutscher Fussball Klub Montevideo (abreviado por sus siglas D.F.K.M. o simplificado como el Alemán), posteriormente llamado Sport Club Teutonia, y luego Centro Atlético Montevideo, fue un equipo uruguayo de fútbol que anteriormente era representante de la colectividad alemana. Fue fundado oficialmente el 23 de mayo de 1897 en Montevideo, la capital del país.

El Deutscher fue uno de los cuatro clubes fundadores de The Uruguay Association Football League (actual Asociación Uruguaya de Fútbol) y compitió hasta el año 1909.

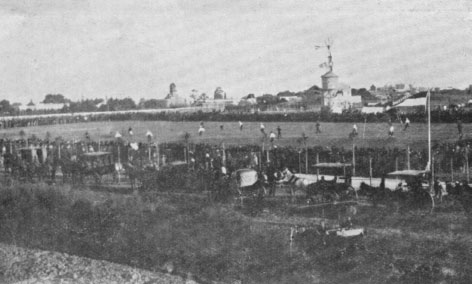
El Parque Central, donde Deutscher oficiaba de local al lado de Estadio Gran Parque Central, en el año 1900.

## Historia

### Origen del Deutscher Fussball Klub
El club fue constituido por inmigrantes alemanes bajo el nombre de Deutscher Fussball Klub Montevideo ya a partir del año 1896 (aunque fue fundado oficialmente el 23 de mayo de 1897). En el año 1900, junto con el Albion, el Central Uruguay Railway Cricket Club y el Uruguay Athletic, fue uno de los cuatro clubes que tomaron parte de la fundación de The Uruguay Association Football League y ese año, participó del primer campeonato uruguayo de la historia, organizado por esta asociación. En el histórico torneo, Deutscher finalizó en el cuarto lugar (último). También en 1901 terminó en cuarto lugar, pero habiendo cinco competidores. En las siguientes dos temporadas, 1902 y 1903, Deutscher finalizó en tercer lugar, el más alto en su historia.
En el año 1900, Transatlántica, una empresa ferrioviaria alemana, le cedió una de las canchas de fútbol ubicadas en el Parque Central para su usufructo. El Parque Central, fue inaugurado el 25 de mayo de ese año, en un partido entre Deutscher y CURCC. La otra cancha, la internacional (donde jugaban los marineros ingleses que llegaban a Montevideo), fue otorgada al recién constituido Club Nacional de Football, y es en la actualidad, el estadio de ese club.

### Cambio de nombre a Sport Club Teutonia
No hubo fútbol oficial en Uruguay en 1904 debido a la guerra civil; pero si partidos amistosos, como el del combinado uruguayo frente al Alumni de Buenos Aires, el 3 de julio de 1904, como preparativo para el partido del 14 de julio de 1904 contra el Southampton; y para cuando el campeonato se reanudó (1905), el club se inscribió bajo un nuevo nombre, Sport Club Teutonia. También modificó sus estatutos, pasando a ser regido por una comisión directiva mixta, integrada por alemanes y uruguayos. Bajo esta denominación, participó dos temporadas, en ambas terminó en cuarta posición.

### Cambio de nombre a Centro Atlético Montevideo

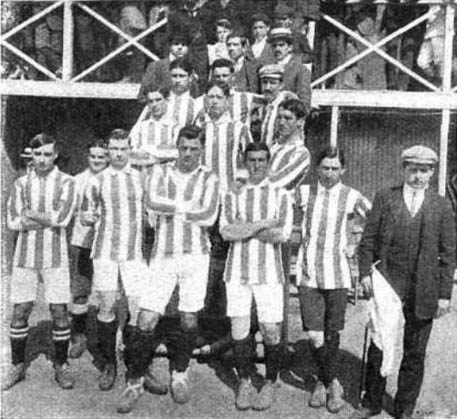
Futbolistas del C.A. Montevideo en encuentro amistoso frente a Argentino de Quilmes en noviembre de 1908.

Volvió a cambiar su nombre a fines de 1906 por el de Centro Atlético Montevideo, ya impulsado principalmente por criollos, y se disolvió en el año 1909. Con este nombre, utilizó camiseta blanca y azul-celeste a franjas verticales. En 1907 finalizó quinto, en 1908 fue octavo y finalizó en novena posición en 1909, siendo este su último año de competencia.

## Símbolos
Los colores del club fueron inicialmente el negro, el blanco y el rojo; los colores de la bandera de Alemania. Con la denominación de Montevideo, el equipo empezó a utilizar el azul/celeste y el blanco de la bandera uruguaya.

### Evolución del uniforme
| D.F.K.M. 1897-1903 | Teutonia 1905-1906 | Montevideo 1906-1909 |  |

## Datos del Club
- Temporadas en 1.ª: 9
- Mejor puesto en Primera División: 3.º (1902 y 1903)
- Peor puesto en Primera División: 9.º (1909)
- Registro histórico: Disputó 101 partidos divididos en 28 victorias, 13 empates y 60 derrotas, con 114 goles a favor y 236 recibidos.

## Campeón 2024 divisional D.Palmarés
Logra el ascenso tras vencer a Paso de La Arena en la primera final e igualar en la segunda.